# Christoffer Wilhelm Eckersberg
Christoffer Wilhelm Eckersberg (Blåkrog, 2 de gener de 1783 - Copenhaguen, 22 de juliol de 1853) va ser un pintor classicista danès, anomenat per molts "El pare de la pintura danesa".
Christoffer Wilhelm Eckersberg va néixer en la petita localitat de Blakrog que pertanyia llavors al Ducat de Slesvig i actualment al comtat de Jutlandia Meridional. El seu pare va ser Henrik Vilhelm Eckersberg, pintor i fuster, i la seva mare Ingeborg Nielsdatter. El 1786 la família es va mudar a Blans, un llogarret prop del pintoresc Allesund. A partir dels tretze anys es va dedicar a la pintura com a professió. Els seus primers mestres de pintura van ser Jes Jessen a Aabenraa (o Apenrade) i Johann Jacob Jessen a Flensburg.
Entre 1800 i 1803 va estudiar i va treballar a l'Acadèmia Reial de Belles Arts de Dinamarca (Det Kongelinge Danskekunstakademi) on va tenir entre els seus principals mestres Abildgaard. Després va ser alumne becat de Jacques-Louis David a París. Des de 1818 va ser professor en l'Acadèmia Reial de Belles Arts de Dinamarca i de 1827 a 1829 el seu director.
Va fondre classicisme i romanticisme en paisatges i vistes arquitectòniques seguint l'exemple de Thorvaldsen (Incendi del Langrebo). Va ser un fi retratista amb una gran neteja de línies i un detallat dibuix de les formes. Pel seu domini del clarobscur en les musculatures (Dona davant del mirall) ha arribat a ser considerat precursor de l'Edat d'Or danesa.
Alguns dels seus pupils van ser Wilhelm Bendz, Christen Købke, Jørgen Roed, Martinus Rørbye, Constantin Hansen i Wilhelm Marstrand
En homenatge a aquest pintor, l'estat danès atorga com a premi la Medalla Eckersberg.

## Obres principals
- Retrat d'Anna Maria Magnani, 1814
- Els asos al voltant del cos de Bàlder, 1817.
- Dona davant del mirall, 1837/41
- L'art de l'engany en la guerra 1955

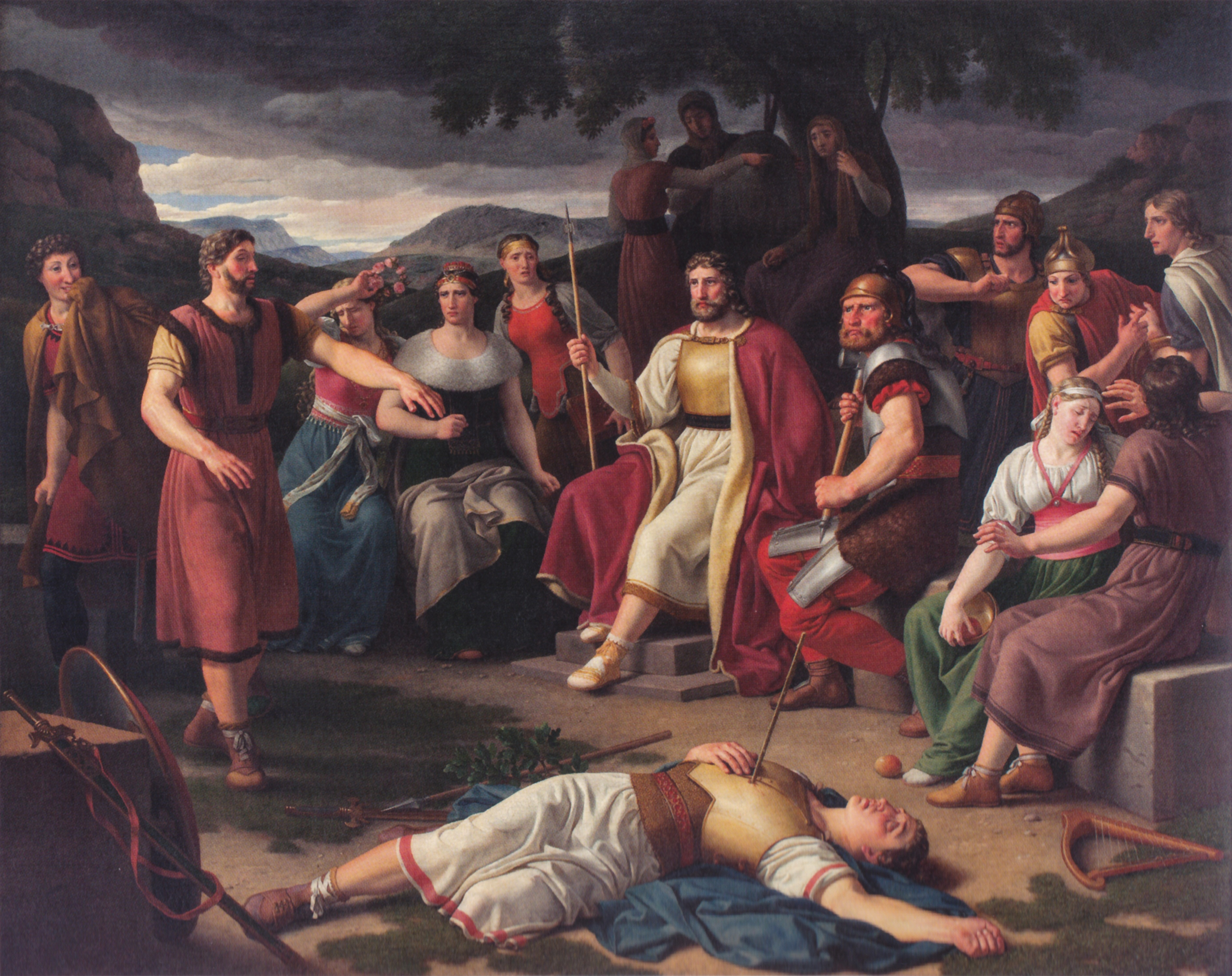
Els Asos al voltant del cos de Balder
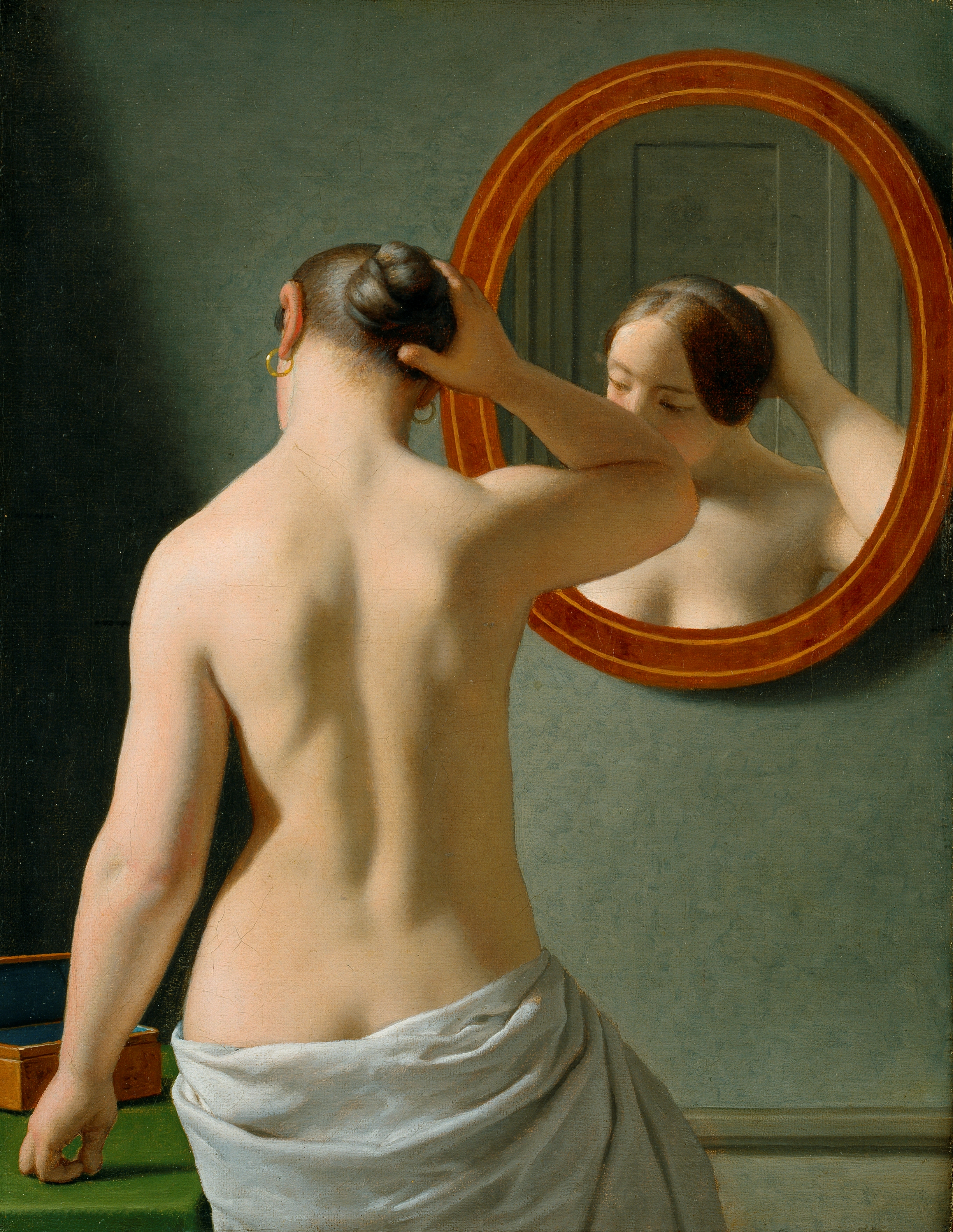
Una dona nua arregla el seu cabell enfront d'un mirall
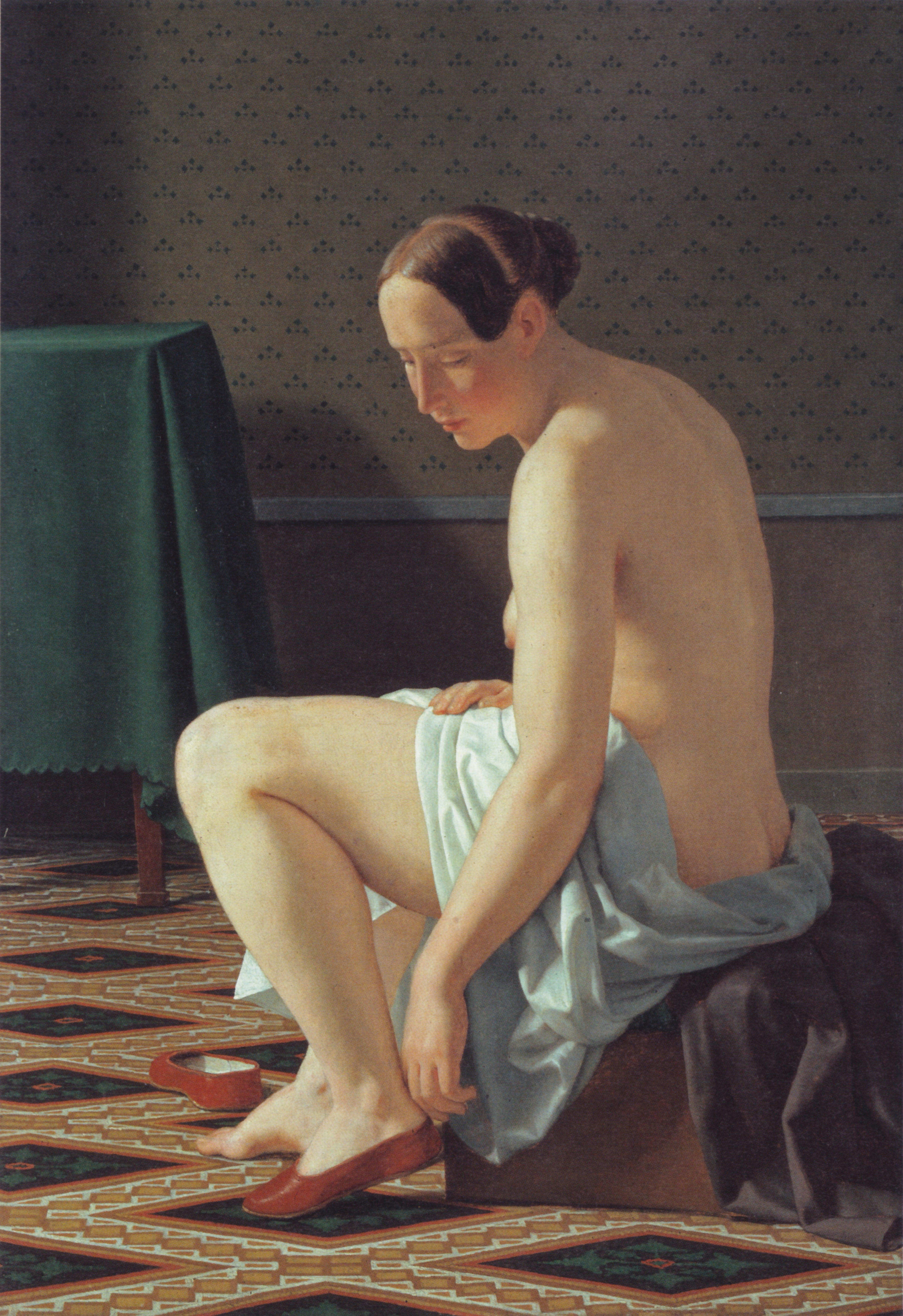
Dona calçant-se uns escarpines («Femme nue mettant ses chaussons»)
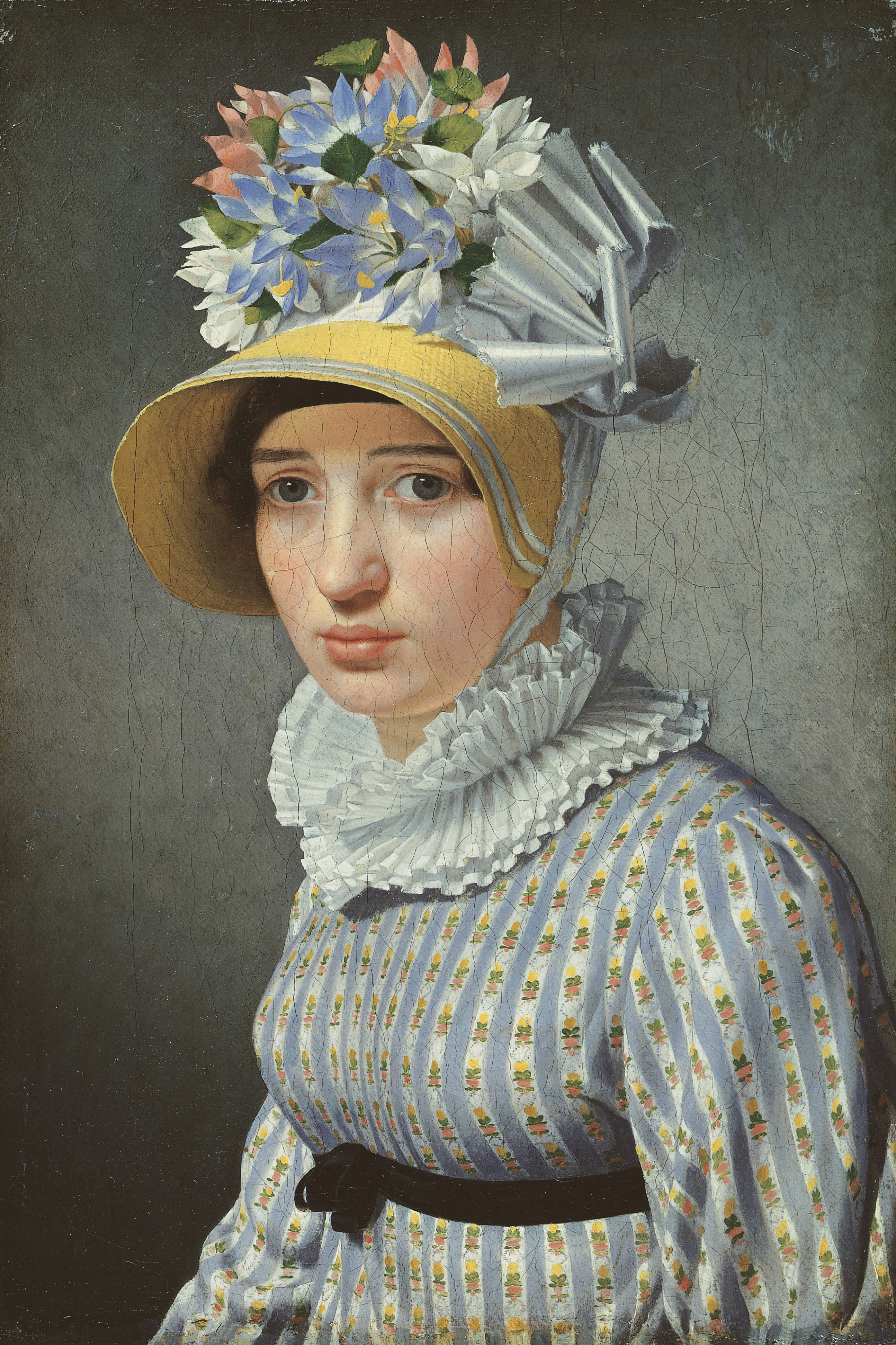
Retrat de l'esposa de Thorsvalden, Anna Maria Magnani